# Gran Vancouver
El Gran Vancouver (en inglés: Greater Vancouver), también conocido como Metro Vancouver, es el área metropolitana cuyo principal centro urbano es la ciudad de Vancouver, Columbia Británica, Canadá. El término "Gran Vancouver" describe un área que es más o menos equivalente al Distrito Regional del Gran Vancouver (MVRD), aunque es anterior a la creación del distrito regional en 1966. A menudo se utiliza para incluir áreas más allá de los límites del distrito regional, pero generalmente no incluye áreas salvajes o agrícolas que sí están incluidas dentro del MVRD.

## Geografía
El Gran Vancouver se sitúa en el extremo suroeste de la Columbia Británica continental. Comprende aproximadamente la mitad occidental del Lower Mainland y se asienta sobre la desembocadura del río Fraser y ambas orillas de Burrard Inlet .
Trece de los treinta municipios más poblados de la provincia se encuentran en el Gran Vancouver.  La superficie terrestre oficial del distrito es de 2877,36 kilómetros cuadrados . Es la región más densamente poblada de la Columbia Británica.
La Universidad de Columbia Británica y los University Endowment Lands, ambos ubicados al oeste de los límites de la ciudad de Vancouver, no están sujetos al gobierno de ningún municipio.
También existen diecisiete reservas indígenas dentro del área geográfica que no están sujetas a la gobernanza de los municipios o del Distrito Regional; tienen una población combinada de 7.550 habitantes (2006) y están gobernados por la Nación Squamish, la Nación Musqueam, la Primera Nación Tsleil-waututh, la Primera Nación Tsawwassen, la Primera Nación Semiahmoo, la New Westminster Indian Band, la Primera Nación Kwikwetlem, la Primera Nación Katzie y la Primera Nación Kwantlen. .

Mapa de densidad de población del Gran Vancouver basado en el censo de 2006 (la UBC y el distrito electoral A se basan en el censo de 2001).

Las ciudades de Abbotsford, Chilliwack y Mission, ubicadas al este de la región, a menudo están vinculadas con Vancouver en promociones y turismo y en diversos usos no oficiales, al igual que Squamish y Whistler al norte de la región.

## Demografía

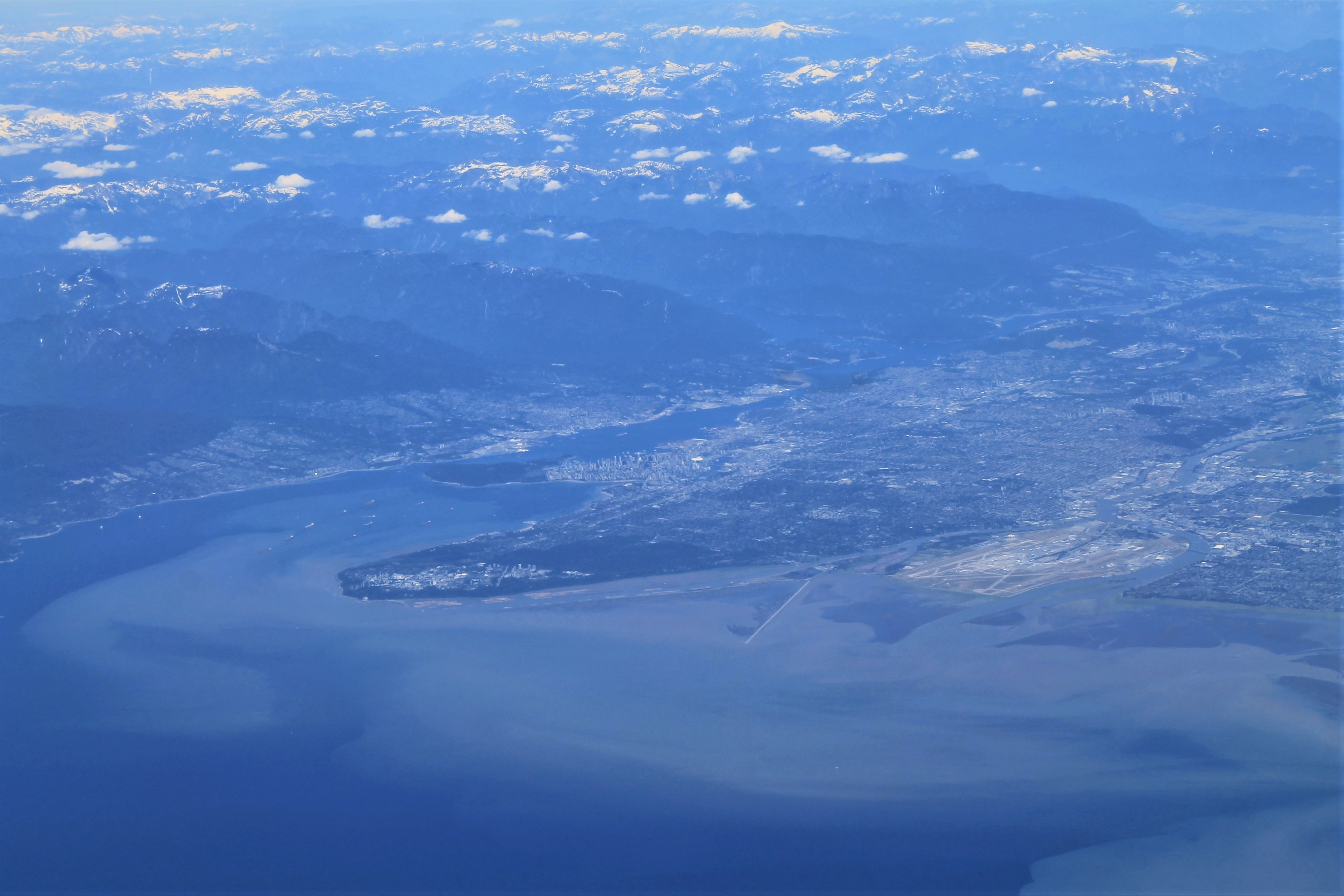
Área metropolitana de Vancouver en 2018

El censo de 2016 indica una población de 2 463 431 habitantes en el Gran Vancouver, lo que representa un aumento del 6,5% con respecto al censo de 2011. 
La población de Metro Vancouver es muy diversa diverso. El censo de 2016 mostró que el 48,6% de la población era de ascendencia europea, el 2,5% era de ascendencia indígena y el 48,9% restante de alguna minoría visible, siendo el grupo más grande las personas de origen chino, seguidos por el Asia del Sur . Otros grupos destacados incluyen filipinos, coreanos, japoneses, personas del sudeste asiático, de Asia occidental y Latinoamericanos .  Columbia Británica es la provincia con mayor diversidad étnica de Canadá. 
| Grupo panétnico                                                               | 2021      | 2021    | 2016      | 2016    | 2011      | 2011    | 2006      | 2006    | 2001      | 2001    |
| Grupo panétnico                                                               | Pop.      | %       | Pop.      | %       | Pop.      | %       | Pop.      | %       | Pop.      | %       |
| ----------------------------------------------------------------------------- | --------- | ------- | --------- | ------- | --------- | ------- | --------- | ------- | --------- | ------- |
| Europeos                                                                      | 1,124,475 | 43,13 % | 1,179,100 | 48,6 %  | 1,197,985 | 52,53 % | 1,182,355 | 56,36 % | 1,204,970 | 61,24 % |
| Asia Oriental                                                                 | 606,920   | 23,28 % | 557,745   | 22,99 % | 488,240   | 21,41 % | 451,790   | 21,53 % | 395,540   | 20,1 %  |
| Asia del Sur                                                                  | 369,295   | 14,17 % | 291,005   | 11,99 % | 252,405   | 11,07 % | 207,165   | 9,87 %  | 164,365   | 8,35 %  |
| Sudeste Asiático                                                              | 198,940   | 7,63 %  | 168,075   | 6,93 %  | 156,315   | 6,85 %  | 112,365   | 5,36 %  | 85,485    | 4,34 %  |
| Oriente Medio                                                                 | 87,090    | 3,34 %  | 62,440    | 2,57 %  | 48,870    | 2,14 %  | 35,590    | 1,7 %   | 27,340    | 1,39 %  |
| Indígenas                                                                     | 63,345    | 2,43 %  | 61,455    | 2,53 %  | 52,375    | 2,3 %   | 40,310    | 1,92 %  | 36,855    | 1,87 %  |
| Latinoamérica                                                                 | 51,500    | 1,98 %  | 34,805    | 1,43 %  | 29,125    | 1,28 %  | 22,695    | 1,08 %  | 18,715    | 0,95 %  |
| África                                                                        | 41,180    | 1,58 %  | 29,830    | 1,23 %  | 23,545    | 1,03 %  | 20,670    | 0,99 %  | 18,405    | 0,94 %  |
| Otros / multirracial                                                          | 65,350    | 2,51 %  | 41,780    | 1,72 %  | 31,835    | 1,4 %   | 25,035    | 1,19 %  | 15,810    | 0,8 %   |
| Respuestas Totales                                                            | 2,607,015 | 98,65 % | 2,426,235 | 98,49 % | 2,280,695 | 98,59 % | 2,097,965 | 99,12 % | 1,967,480 | 99,02 % |
| Población Total                                                               | 2,642,825 | 100 %   | 2,463,431 | 100 %   | 2,313,328 | 100 %   | 2,116,581 | 100 %   | 1,986,965 | 100 %   |
| Nota: Los totales pueden ser superiores al 100% debido a respuestas múltiples |           |         |           |         |           |         |           |         |           |         |